# موريس فور
موريس فور (بالفرنسية: Maurice Faure) هو دبلوماسي وسياسي فرنسي، ولد في 2 يناير 1922 في دوردونيي في فرنسا، وتوفي في 6 مارس 2014 في فرنسا. حزبياً، نشط في Republican, Radical and Radical-Socialist Party ‏.

## مناصب
- انتخب member of the Consitutional council ‏ (مارس 1989 – مارس 1998).
- انتخب وزير العدل (21 مايو 1981 – 22 يونيو 1981).
- في انتخابات البرلمان الأوروبي 1979، انتخب عضو في البرلمان الأوروبي عن دائرة فرنسا لترشحه ضمن قائمة حزب اليسار الراديكالي، وقد انضم خلال فترته النيابية (17 يوليو 1979 – 4 يونيو 1981) للكتلة البرلمانية التحالف التقدمي للاشتراكيين والديمقراطيين.
- انتخب عضو مجلس الشيوخ الفرنسي.
- انتخب نائب فرنسي.

## روابط خارجية
- موريس فور على موقع مونزينجر (الألمانية)